# 嬌姿石首魚
嬌姿石首魚為輻鰭魚綱鱸形目鱸亞目石首魚科的其中一種，分布東南太平洋的秘魯及厄瓜多海域，體長可達26公分，棲息在沿海。